# Izz al-Din Mas'ud
Izz al-Din Mas'ud (I) ibn Mawdud (en árabe: عز الدين مسعود بن مودود‎; fallecido en 1193) fue el emir zanguí de Mosul de 1180 hasta su muerte.

## Biografía
Izz al-Din Mas'ud era hermano del emir Sayf al-Din Ghazi II y jefe de sus ejércitos. Cuando su hermano murió en 1180, se convirtió en gobernador de Alepo. Cuando As-Salih Ismail al-Malik, el jefe titular de la dinastía, se enfermó, indicó en su testamento que Izz al-Din Mas'ud debería sucederle; cuando murió en 1181, Izz al-Din se apresuró a viajar a Alepo ya que temía que Saladino, el sultán de Egipto, intentara conquistarlo. Cuando llegó a Alepo, se introdujo en su ciudadela, se hizo cargo de todo el dinero y el oro y se casó con la madre de As-Salih Ismail al-Malik. Izz al-Din Mas'ud se dio cuenta de que no podía mantener Alepo y Mosul bajo su gobierno, ya que Saladino tenía la intención de hacerse con el control de Alepo, por lo que llegó a un acuerdo con su hermano Imad ad-Din Zengi II, gobernador de Sinyar, para intercambiar su ciudad con Alepo; en 1182 Izz al-Din se convirtió en gobernador de Sinyar. Saladino continuó su hostilidad hacia el poder zangui restante en el norte de Siria y la Alta Mesopotamia hasta 1186, cuando terminaron las hostilidades. Se hizo la paz con la sumisión de Izz al-Din Mas'ud, quien accedió a convertirse en vasallo de Saladino. En 1193 residía en Mosul, donde enfermó y murió. Fue sucedido por su hijo Nur al-Din Arslan Shah I.